# Чемпионат России по вольной борьбе 2021
Чемпионат России по вольной борьбе 2021 года проходил в Улан-Удэ 11-14 марта.

## Медалисты
| Категория | Золото                                | Серебро                                            | Бронза                                                               |
| --------- | ------------------------------------- | -------------------------------------------------- | -------------------------------------------------------------------- |
| До 57 кг  | Заур Угуев Дагестан                   | Начын Монгуш Тыва                                  | Абубакар Муталиев Дагестан Азамат Тускаев Московская область, Алания |
| До 61 кг  | Абасгаджи Магомедов Дагестан          | Муслим Мехтиханов Дагестан                         | Алдар Бальжинимаев Бурятия Чермен Тавитов Алания                     |
| До 65 кг  | Гаджимурад Рашидов Дагестан, Москва   | Загир Шахиев Дагестан                              | Абдулмажид Кудиев Дагестан Курбан Шираев Дагестан                    |
| До 70 кг  | Исраил Касумов Красноярск             | Евгений Жербаев Бурятия                            | Абдула Ахмедов Санкт-Петербург Чермен Валиев Алания                  |
| До 74 кг  | Заурбек Сидаков ХМАО, Алания          | Разамбек Жамалов Дагестан                          | Магомед Курбаналиев Дагестан Магомедрасул Газимагомедов Дагестан     |
| До 79 кг  | Малик Шаваев Крым, Кабардино-Балкария | Ахмед Усманов Дагестан                             | Гаджи Набиев Дагестан Радик Валиев Алания                            |
| До 86 кг  | Артур Найфонов ХМАО, Алания           | Даурен Куруглиев Дагестан                          | Магомед Рамазанов Московская область Ахмед Гаджимагомедов Дагестан   |
| До 92 кг  | Магомед Курбанов Дагестан             | Анзор Уришев Красноярский край, Кабардино-Балкария | Сослан Кцоев Алания Азамат Закуев Крым                               |
| До 97 кг  | Алихан Жабраилов Дагестан             | Асланбек Сотиев Алания                             | Знаур Коциев Чувашия Хох Хугаев Алания                               |
| До 125 кг | Сергей Козырев Чувашия, Алания        | Ацамаз Теблоев Алания                              | Балдан Цыжипов Бурятия Анзор Хизриев Санкт-Петербург                 |